# Janina Haye
Janina Broscheit geb. Haye (* 10. August 1986 in Wedel) ist eine deutsche Fußballspielerin. Die Abwehrspielerin stand von 2001 bis 2012 beim Bundesligisten Hamburger SV unter Vertrag.

## Karriere

### Vereine
Haye begann ihre Karriere beim Kummerfelder SV. Über den SV Halstenbek-Rellingen und den FC Union Tornesch kam sie 2001 zum Hamburger SV. Nach dem Rückzug des HSV aus der Bundesliga im Sommer 2012 kehrte Haye zum FC Union Tornesch zurück.

### Nationalmannschaft
Mit der U-19-Nationalmannschaft nahm sie 2003 und 2005 an der Europameisterschaft teil. 2006 fuhr sie mit der U-20-Nationalmannschaft zur Weltmeisterschaft nach Russland.
Als Studentin nahm Haye mit der Studentinnen-Nationalmannschaft des adh an der Universiade 2009 in Belgrad teil. Am 30. Juni, 3. und 4. Juli 2009 bestritt sie die drei Gruppenspiele gegen die Studentenauswahlmannschaften Koreas (0:4), Brasiliens (0:3) und Südafrikas (7:2). In den Platzierungsspielen Platz 9 bis 12 kam sie am 8. Juli beim 4:0-Sieg über die Auswahl Serbiens ebenfalls zum Einsatz, wie im Spiel um Platz 9 bei der 0:2-Niederlage gegen die Auswahl Polens.